# ذي الناهم (يريم)

تعديل مصدري - تعديل

ذي الناهم محلة تابعة لقرية المراحب، التابعة لعزلة ارياب بمديرية يريم إحدى مديريات محافظة إب في الجمهورية اليمنية.، بلغ تعداد سكانها 134 حسب تعداد اليمن لعام 2004.